# Cherry Cats
Die Cherry Cats waren ein Münchner Gesangsduo, das ungefähr von 1969 bis 1982 auch regelmäßig im Fernsehen zu sehen war. Der erste Auftritt der beiden jungen Sängerinnen Ruth Grafenau und Marlen Chanel war 1973 bei der ersten Otto-Show (mit „Gib mir doch ein Interview“). Immer noch recht oft im Radio zu hören sind ihre Hits „Glaube an Dich selbst“ und „Immer nur du!“.

## Weitere Titel
- „Ein Cow-Cow-Cow-Cow-Cow-Boy (Johnny, Lass doch die Flasche steh'n)“
- „Cow-Boy, du fehlst mir“
- „Du bist leider ...“
- „Mit dem Kopf durch die Wand“
- „Kirschensaft und Sekt“
- „Pack den Picknick-Koffer ein“
- „Hasch mich, vernasch mich“
- „Spiel das Lied der Melancholie“
- „Für die Katz“

## Div. Fernsehauftritte
„Plattenküche“
„Otto Show“
„Barend Barends Show“
„Aktuelle Schaubude“
„Im Krug zum grünen Kranze“
„Drehscheibe“

## Trivia
Das Gesangsduo trat auch privat für Gäste auf Kreuzfahrtschiffen auf, unter anderem auf der Achille Lauro.